# 221 aC
El 221 aC va ser un any del calendari romà prejulià. Durant la República i l'Imperi Romà, era conegut com a any del consolat d'Escipió Àsina i Rufus (o també any 533 ab urbe condita). L'ús del nom «221 aC» per referir-se a aquest any es remunta a l'alta edat mitjana, quan el sistema Anno Domini va ser el mètode de numeració dels anys més comú a Europa.

## Esdeveniments

### Antiga Xina
- Qin Shi Huangdi unifica la Xina per primer cop en la història, derrotant l'últim estat xinès independent, l'estat de Qi.[2]

### Pròxim Orient
- Antíoc III, rei selèucida, organitza una expedició contra Moló, sàtrapa de Mèdia, que s'havia revoltat i proclamat basileu, ocupant Selèucia i quasi tota Mesopotàmia i Babilònia. Davant de la presència del rei, els soldats de Moló deserten, i Moló i Alexandre, el seu germà, a més d'altres caps rebels, es suïciden i els seus territoris tornen a l'obediència del rei.[3]

### Antiga Roma
- Aquest any són elegits cònsols Publi Corneli Escipió Àsina i Marc Minuci Rufus.[4]
- Els dos cònsols fan la guerra contra els istris, que es dedicaven a la pirateria atacant els romans. Els derroten completament, i Escipió Àsina obté els honors del triomf.[5]

### Península Ibèrica
- Hanníbal Barca assumeix el comandament de l'exèrcit cartaginès a Ibèria, malgrat l'oposició d'Hannó (ric aristòcrata cartaginès), després de l'assassinat d'Hasdrúbal a Cartago Nova.[6]

## Necrològiques
- Hasdrúbal mor assassinat a Cartago Nova a mans d'un esclau o d'un mercenari.[6]
- Berenice II, reina d'Egipte. A la mort del seu marit Ptolemeu III Evèrgetes I (222 aC) puja al tron el seu fill Ptolemeu IV Filopàtor, que aquest any ordena la seva mort.[7]